# Coran de Tachkent
Pour les articles homonymes, voir Coran (homonymie).
Le Coran de Tachkent, aussi appelé « Coran d'Othman », est une copie manuscrite incomplète du Coran datant du IXe siècle, attribuée erronément à Othman, troisième calife.
Ce manuscrit est conservé à la bibliothèque de la mosquée Telyashayakh dans le vieux quartier Hast-Imam de Tachkent (Ouzbékistan) près du tombeau de l'ouléma du Xe siècle Kaffel-Shashi.

## Histoire du manuscrit
Tamerlan a envahi la région de Koufa, où il était conservé, et saisi l'exemplaire pour l'emporter à Samarcande. Il est resté là pendant plusieurs siècles. En 1868, les Russes ont envahi Samarcande et ont emporté le coran à la Bibliothèque impériale de Saint-Pétersbourg (actuellement la Bibliothèque nationale russe). Durant cette période, une monographie fut publiée par A.F. Shebuni, en 1891,. Après la révolution d'Octobre, Lénine, dans un acte de bonne volonté envers les musulmans de Russie, a donné le manuscrit à la population d'Oufa (situé dans l'actuelle Bachkirie). Toutefois, après d'importantes protestations de la population du Turkestan, le document est retourné à Tachkent en 1924, où il est resté depuis.
Plusieurs études scientifiques anciennes ont été menées sur ce manuscrit. Un fac-similé a été publié en 1905 par S. Pissaref et l'étude textuelle a été faite par A. Jeffery et I. Mendelsohnn en 1942. 

## Description
Le manuscrit est incomplet, commençant au milieu du verset 7 de la 2e sourate et finissant au 10e verset de la 43e sourate.[réf. nécessaire]. Ce Coran contient environ 1/3 du texte actuel. Il porte aussi le nom de "Coran de Samarcande". Plusieurs folios sont passés sur le marché de l'art et d'autres ont été identifiés au musée de Doha. 
De grandes dimensions, il fait environ 55*65cm. Au vu de la taille des lignes, il devait être composé d'environ 560 à 700 feuillets, ce choix permettant d'avoir de beaux ouvrages pour rivaliser matériellement avec les textes chrétiens et juifs. Pour Marx, « les codex attribués à Uthman sont, à notre connaissance, tous en écriture coufique. Peut-être la calligraphie plus développée ou le fait qu’un codex en écriture coufique était souvent plus volumineux donnaient au codex coufique une apparence plus mondaine et plus prestigieuse et par cela plus adéquate à servir comme mémorial de l’effort du calife ‘Uthman dans le domaine de standardisation du texte coranique. ». Sa fabrication a nécessité plus de 100 m2 de parchemin.
Ce manuscrit montre les traces d'une évolution vers une scriptio plena. Il connait des variations quant à la position des indicateurs de versets. Ainsi, pour Jeffery, " le scribe était quelque peu sans soin… <et> courait fréquemment verset après verset sans se souvenir de mettre un signe de fin de verset".

## Datation du manuscrit
Le Codex de Samarcande ne peut pas avoir été écrit plus tôt que 150 ans après la recension d'Othman ; c'est-à-dire pas avant la fin du VIIIe siècle ou le début du IXe siècle, en raison du style coufique utilisé pour sa rédaction. Selon les chercheurs Martin Lings et Yasin Hamid Safadi, ce style n'apparaît pas avant la fin du VIIIe siècle,. Pour F. Déroche, « le manuscrit de Tachkent peut être attribué au VIIIe siècle, peut être à la seconde moitié de ce siècle. ». Jeffery et Mendelsohn datent ce Coran du IXe siècle.
Une étude radio-carbone sur un folio attribué au manuscrit de Tachkent a été daté de 595 à 855 avec 95 % de probabilité. L'auteur rapproche ce résultat de la datation épigraphique du tournant du VIIIe et du IXe siècle.

## Attribution à Uthman et dévotion
La vox populi  a fait de ce Coran un Coran d'Othman, bien qu'il soit plus tardif. En Ouzbékistan, l'ensemble des habitants Musulmans sont attachés à revendiquer les dates de rédaction de ce Coran entre 640 et 670 (au plus tard) après Jésus Christ, et donner une autre date, plus lointaine, peut facilement vexer un croyant, et déboucher sur un conflit grave (altercation physique, lynchage par la foule, etc.) . D'ailleurs, d'un point de vue officiel, l'état Ouzbek retient les dates de rédaction entre 640 et 670, et nie les travaux des autres chercheurs, surtout ceux qui sont Occidentaux. La fédération de Russie, en soutien à cette ancienne ex-république de l'URSS, s'aligne sur les positions des autorités Ouzbèkes.[réf. nécessaire]
Il est réputé, par les traditions musulmanes, garder une trace de sang d'Othman, qui en avait ordonné la recension et qui le lisait quand il fut assassiné.       
Certains manuscrits ont été valorisés par la piété des fidèles et attribués à Uthman. Autour de ceux-ci, des pratiques de dévotion se sont mises en place. Ainsi, la vénération de l’exemplaire de Tachkent passait par un rituel pendant lequel les fidèles venaient l’effleurer. Il était « prom[û] au rang de relique ».       